# Ruellia phyllocalyx
Ruellia phyllocalyx är en akantusväxtart som beskrevs av Gustav Lindau. Ruellia phyllocalyx ingår i släktet Ruellia och familjen akantusväxter. Inga underarter finns listade i Catalogue of Life.